# Juan Lindolfo Cuestas
Juan Lindolfo de los Reyes Cuestas York (Paysandú, Uruguai, 6 de gener de 1837 - París, França, 21 de juny de 1905), va ser un polític uruguaià. Va ser president de la República de 1897 a 1899 i de 1899 a 1903, en un període de fortes tensions polítiques i socials.

## Primers càrrecs de govern
Des d'aviat dedicat al comerç, es va convertir en expert en temes de comptabilitat i administració d'empreses. Va treballar a un banc de la seva ciutat natal. Va prendre la gerència d'una filial del Banco Italiano. Després va treballar com receptor de la duana. Aquesta experiència li va servir en els seus càrrecs ulteriors.
Va ser ministre d'Hisenda el 1880, durant la presidència de Francisco Antonio Vidal i durant la presidència de Máximo Santos, fins que aquest el va designar ministre de Justícia, Culte i Instrucció Pública (1884 a 1886). També va ser senador i diputat.
Va pertànyer al grup dels «Col·lectivistes» que van envoltar els presidents Julio Herrera y Obes i Juan Idiarte Borda durant els seus mandats. Aquests van monopolitzar els càrrecs polítics per mitjà de la manipulació electoral i van rebre les crítiques de l'oposició nacionalista d'Eduardo Acevedo Díaz i del «vermellisme popular» de José Batlle y Ordóñez.

## Cuestas i la coparticipació
Era president del senat el 25 d'agost de 1897, quan durant el transcurs de la insurrecció nacionalista del cabdill Aparicio Saravia, l'assassinat de Juan Idiarte Borda a Montevideo el va portar a la primera magistratura. D'allà en més, i amb el suport dels opositors al president mort, es va convertir sobtadament en la garantia del manteniment de la pau.
Hi va contribuir que Cuestas acordés amb els insurrectes el final del conflicte civil pel Pacte de la Creu del 18 de setembre de 1897. En aquest acord es propiciava una reforma electoral que satisfeia les exigències de diversos sectors de l'oposició que reclamaven una ampliació del dret de vot i majors garanties d'aquest contra les farses electorals de l'època. Les noves lleis electorals van ser promulgades l'abril de 1898.
Com en la Pau d'abril de 1872, novament es va pactar una coparticipació entre el Partit Colorado i el Partit Nacional, que va derivar en l'atorgament a elements d'aquest últim sector de 6 de les 19 direccions departamentals (Flores, San José, Maldonado, Treinta y Tres, Cerro Largo i Rivera). Aquesta reedició del repartiment polític va comptar amb el suport de Aparicio Saravia, tant com dels sectors de Eduardo Acevedo Díaz i José Batlle y Ordóñez.
Les cambres, integrades pels seus antics companys col·lectivistes majoritàriament, es van oposar a la seva candidatura a la presidència constitucional el març de 1897. Davant aquest fet i amb el suport dels sectors ja esmentats, Cuestas les va dissoldre el 10 de febrer de 1898, i es va crear una dictadura a la qual es va proclamar president provisional. Va substituir les cambres per un Consell d'Estat d'igual quantitat de membres, entre els quals hi havia José Batlle y Ordóñez i Eduardo Acevedo Díaz, entre molts d'altres.
Després de dos intents armats contra aquesta situació, ràpidament sufocats, Cuestas va lliurar el comandament el 15 de febrer de 1899 al president del senat, José Batlle y Ordóñez, i l'1 de març següent va ser elegit president constitucional. Va inaugurar les obres del Port de Montevideo, concedides a una empresa francesa el 18 de juliol de 1901. Va ser la darrera vegada que va donar un parlament públic. En aquesta ocasió un carrer de la zona va rebre el seu nom, un fet força inusual en aquest i en posteriors temps.
L'1 de març de 1903, i després d'haver intentat sense èxit impulsar la candidatura del seu fill, el diplomàtic Juan Cuestas, per succeir-li, va acabar el seu període. Ja molt malalt, gairebé immediatament va partir a París, França. S'hi va instal·lar a un apartament en luxuós i car XVI arrondissement. Hi moriria uns mesos més tard. En ser repatriades les seves restes a l'Uruguai, el govern no li va atorgar els honors fúnebres que li haguessin correspost en la seva qualitat d'expresident de la república.
La coparticipació acordada durant el seu període no aniria més enllà del mandat del seu successor, José Batlle y Ordóñez, que s'enfrontaria victoriosament ja no a la taula de negociació sinó per les armes, el 1904, en ocasió de la tercera insurrecció d'Aparicio Saravia.